# 이형구 (1949년)
이형구(1949년 ~ )는 대한민국의 공무원이다.

## 경력
- 총무처 조직관리과장
- 국민고충처리위원회 조사1국장
- 행정자치부 정부청사관리소장
- 행정자치부 의정관
- 강원도 행정부지사

## 국적
- 조선민주주의인민공화국 (1949년 ~ 1951년)
- 대한민국 (1951년 ~ 현재)